# Eucrypta
Eucrypta es un género de plantas con flores perteneciente a la familia Boraginaceae. Comprende 6 especies descritas y de estas, solo 2 aceptadas.

## Taxonomía
El género fue descrito por Thomas Nuttall y publicado en Proceedings of the Academy of Natural Sciences of Philadelphia 4(1): 12–13. 1848. La especie tipo es: Eucrypta paniculata Nutt. = Eucrypta chrysanthemifolia (Benth.) Greene
Etimología
Eucrypta: nombre genérico que deriva de las palabras griegas eu = "bien o verdadero", y crypta = "secreto", en alusión a las semillas interiores ocultas.

## Especies aceptadas
A continuación se brinda un listado de las especies del género Eucrypta aceptadas hasta septiembre de 2013, ordenadas alfabéticamente. Para cada una se indica el nombre binomial seguido del autor, abreviado según las convenciones y usos.
- Eucrypta chrysanthemifolia (Benth.) Greene
- Eucrypta micrantha (Torr.) A.Heller